# Tesoro (antica Grecia)

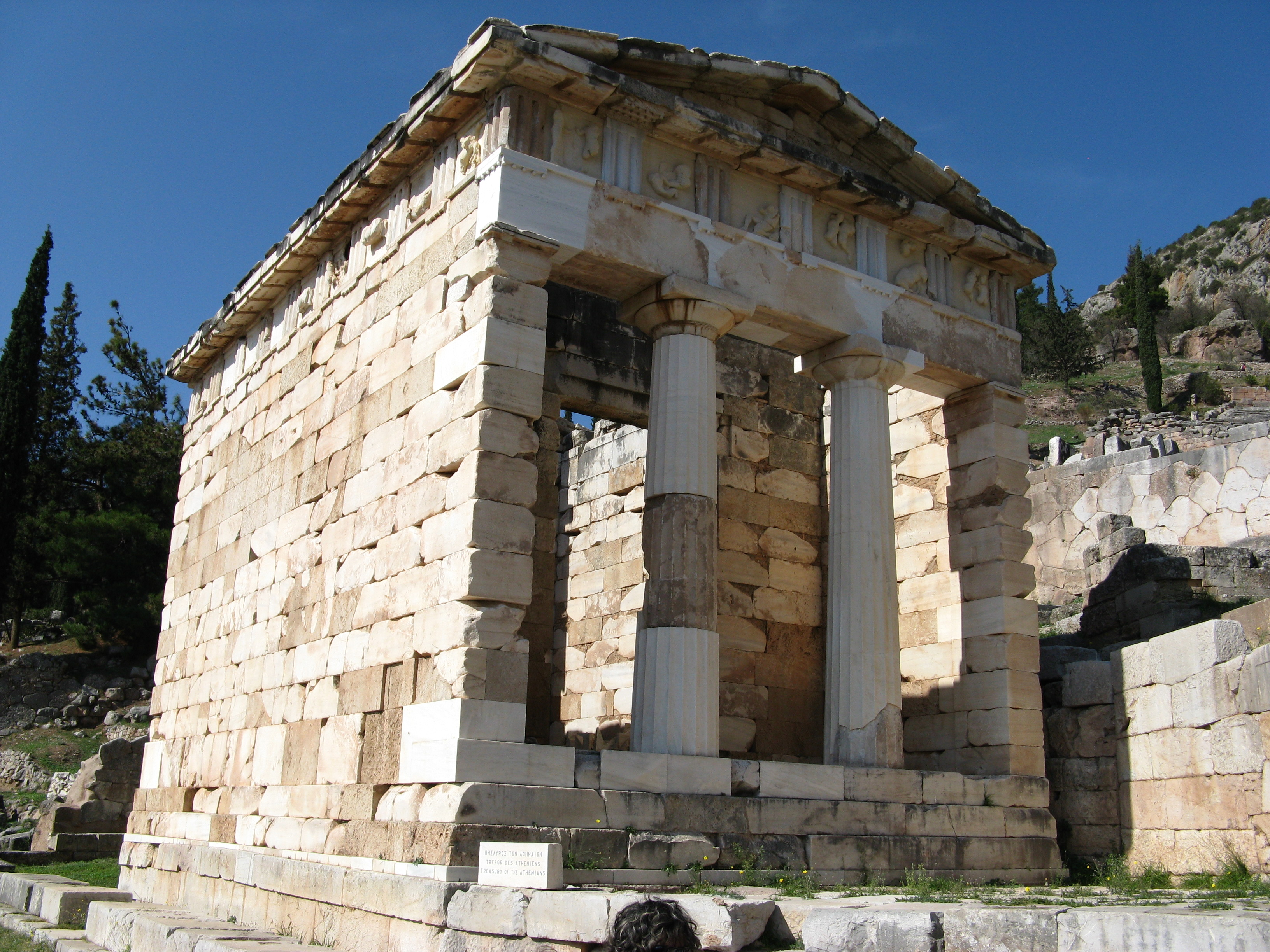
Thesauros a Delfi

Nell'antica Grecia, il tesoro (in greco antico: θησαυρός?, thēsaurós, in latino thesaurus) era un piccolo edificio che le più importanti Città-Stato greche erigevano nei santuari panellenici per conservarvi le offerte dei cittadini e della comunità urbana; recano l'impronta del paese d'origine e costituiscono la prova più appariscente della rivalità tra le poleis.
Offerte di lusso si accumulavano senza curarsi dell'armonia generale con lo scopo di farsi ammirare e di eclissare il vicino; da ciò derivava un'estrema varietà, ma anche un interessante campionario delle tendenze architettoniche soprattutto per la seconda metà del VI secolo a.C. Inoltre, grazie alle loro proporzioni ridotte i thesauroi offrivano ai costruttori un terreno di sperimentazione per le ricerche e i tentativi che i grandi edifici non sempre potevano permettere. A Olimpia i thesauroi si trovavano su di una terrazza gradinata che conteneva dodici edifici; i thesauroi di Delo, di cui restano pochissimi frammenti, erano disposti a semicerchio a nord dei templi dedicati ad Apollo e Artemide; a Delfi se ne trovavano di varie tipologie dal più antico del VII secolo a.C. appartenente a Corinto fino a quello di Tebe datato al IV secolo a.C.